# (13017) Owakenoomi
(13017) Owakenoomi est un astéroïde de la ceinture principale.

## Description
(13017) Owakenoomi est un astéroïde de la ceinture principale. Il fut découvert le 18 mars 1988 à Yorii par Masaru Arai et Hiroshi Mori. Il présente une orbite caractérisée par un demi-grand axe de 2,56 UA, une excentricité de 0,12 et une inclinaison de 13,7° par rapport à l'écliptique.

## Compléments